# Altopiano della Turingia

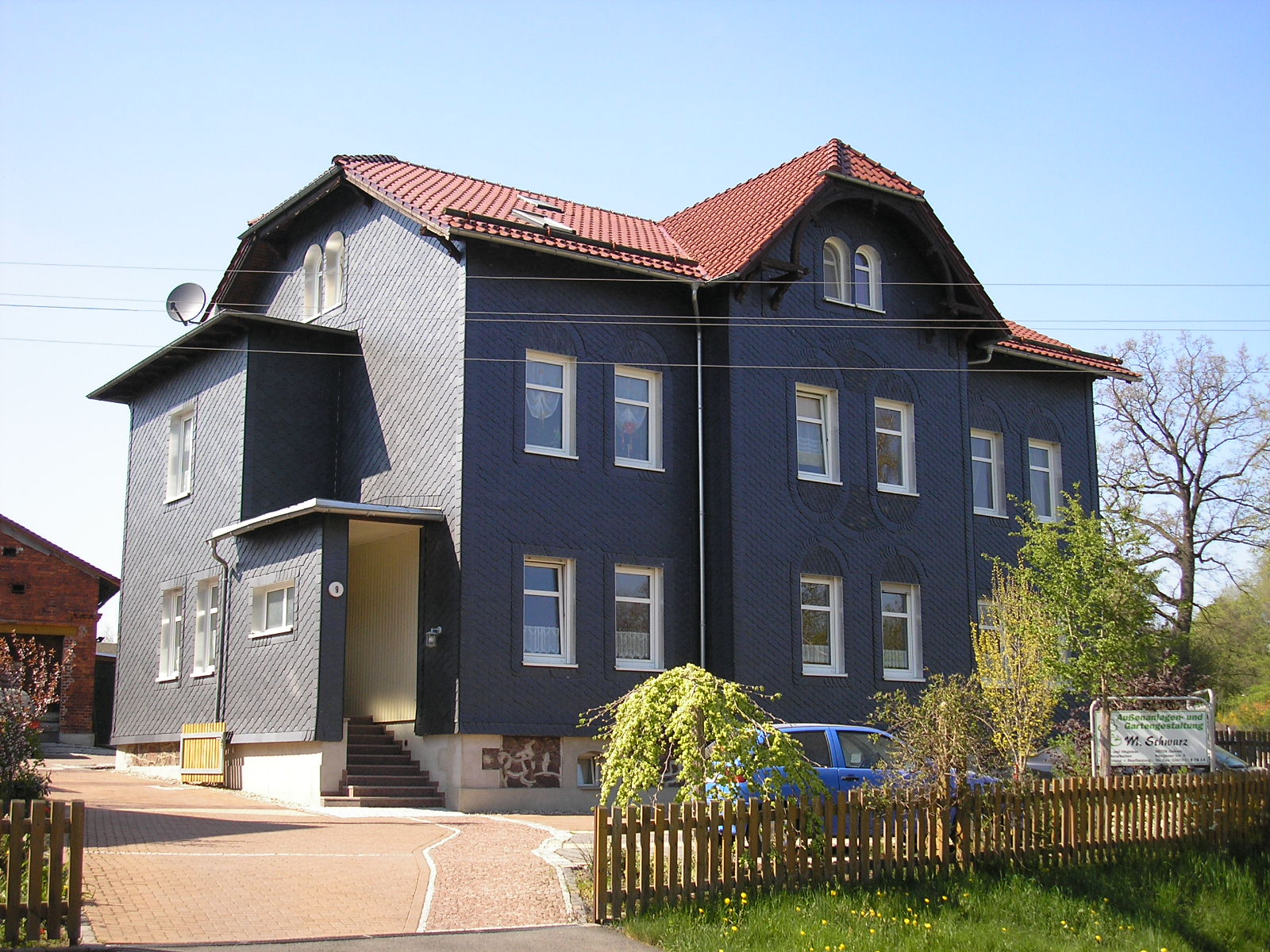
Casa in ardesia a Gehren. Case come questa caratterizzano molti dei villaggi dell'altopiano della Turingia

L'altipiano della Turingia,  noto anche come montagne di ardesia della Turingia-Vogtland (in tedesco Thüringer Schiefergebirge o Thüringisches Schiefergebirge, letteralmente "Colline d'ardesia turingie") è una bassa catena montuosa situata nello stato tedesco della Turingia.

## Geografia fisica
L'altopiano della Turingia confina a sud-ovest con la Selva di Turingia. Largo circa 20 km, degrada a sud-est verso la valle del Saale nell'area della diga di Saale e comprende parti della Foresta della Turingia e dell'Altopiano della Turingia e del Parco Naturale dell'Alta Saale.
Le città più grandi dell'Altipiano della Turingia sono Saalfeld e Bad Blankenburg, che si trovano sul suo perimetro settentrionale, Neuhaus am Rennweg, nella regione più a ovest, e Bad Lobenstein, sul suo limite orientale (ai confini della Frankenwald).
L'area comprende 4 regioni più piccole:
- Alta valle della Saale
- Distretto dei laghi di Plothen
- Schiefergebirge
- Regione di Sormitz - Schwarza

Le montagne di ardesia del Vogtland e dell'altopiano della Turingia si estendono dalla foresta della Turingia ai Monti Metalliferi ( Erzgebirge). La loro altitudine varia da 300 a 500 m s.l.m. e comprende dolci colline che fanno parte della spina dorsale degli altipiani centrali. Si estendono per circa 75 km da est a ovest e 50 km da nord a sud. Le caratteristiche tipiche del paesaggio sono le vette di diabase o Kuppen con le loro creste boscose. Queste sono costituite da una roccia vulcanica, il diabase, che è più dura delle rocce circostanti e quindi è soggetta all'erosione più lentamente.

## Geologia

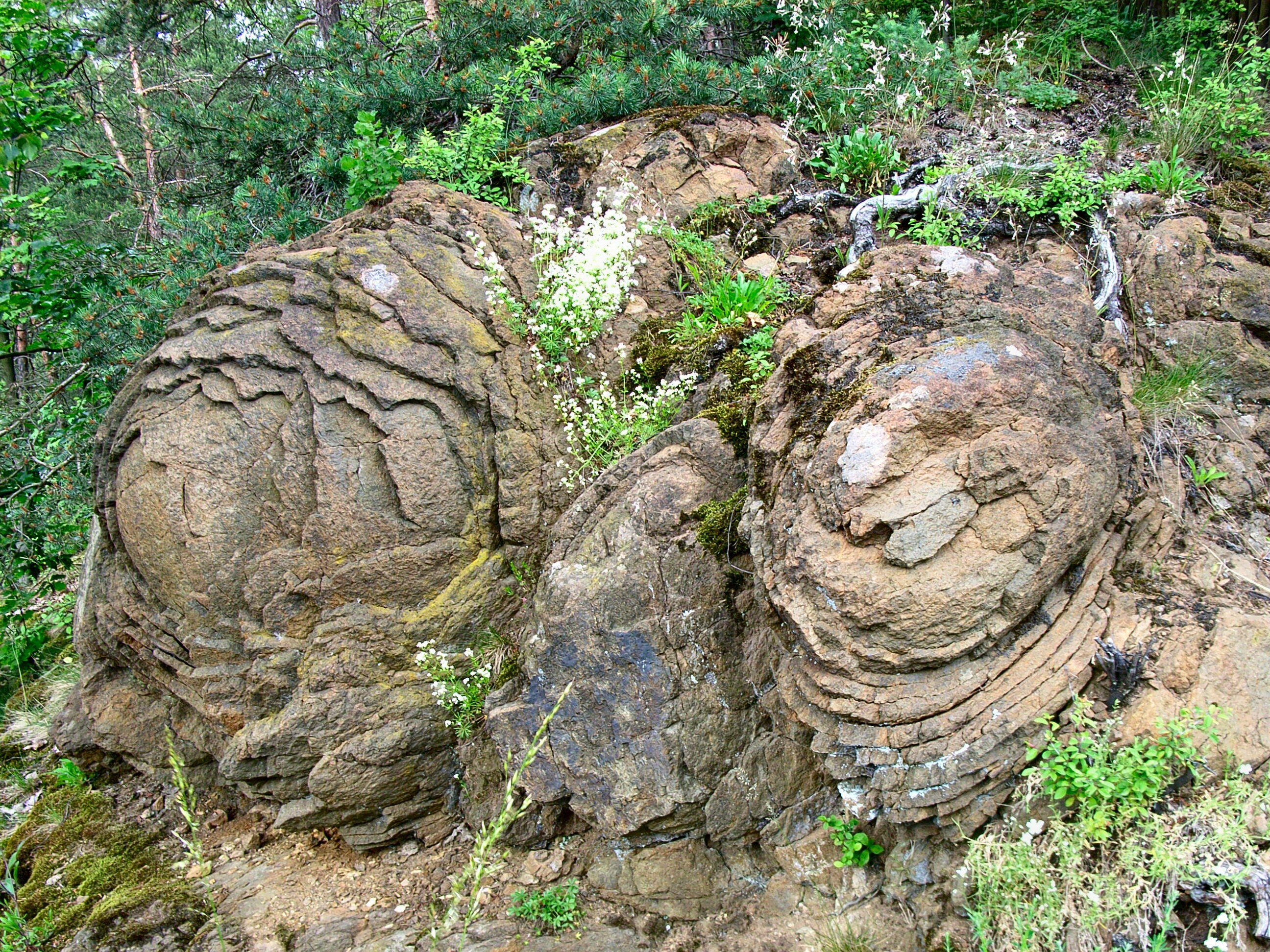
La Rosa di pietra, una formazione rocciosa in diabase nei pressi di Saalburg-Ebersdorf

Come suggerisce il nome tedesco, l'altopiano della Turingia è costituito principalmente da ardesia. Sebbene questa regione si sia formata in modo simile a quella dell'Harz, non mostra le nette divisioni causate dalle linee di faglia presenti in quest'ultima. Quasi tutto intorno la regione transita gradualmente nel terreno circostante. Le rocce trovate nella zona risalgono all'era Paleozoica, cioè ai periodi Ordoviciano, Siluriano, Devoniano e Basso Carbonifero. Le più importanti sono:
- Shale,
- Alaunschiefer,
- Radiolarite,
- Calcare,
- Arenaria,
- Grovacca,
- Dolerite,
- Spilite,
- Conglomerati vulcanici.

Il calcare carsico è presente solo in poche, piccole aree isolate. Di conseguenza il numero di grotte è molto basso.

## Fiumi e energia idroelettrica
Nella valle della Saale si trovano due delle più grandi dighe in Germania, che formano i bacini di Hohenwarte e Bleiloch. Nella valle della Schwarza si trova la centrale di pompaggio di Goldisthal, aperta nel 2003, che è una delle più grandi centrali idroelettriche di pompaggio in Europa.

## Montagne e colline
Intorno alle ripide valli della Schwarza e della Saale il dislivello tra le cime delle colline e i fondovalle è spesso di 300 m o più: si tratta di un valore piuttosto alto per colline di queste dimensioni. Ecco una lista dei principali rilievi con la loro collocazione:
1. Großer Farmdenkopf (869 m), distretto di Sonneberg
2. Kieferle (867 m), distretto di Sonneberg
3. Bleßberg (865 m), distretto di Hildburghausen
4. Dürre Fichte (861 m), distretto di Sonneberg
5. Breitenberg (Selva di Turingia) (844 m), distretto di Sonneberg
6. Fellberg (842 m), Steinach, distretto di Sonneberg
7. Eselsberg (842 m), distretto di Hildburghausen, confine tra Foresta della Turingia e Altopiano della Turingia
8. Pechleite (839 m), distretto di Hildburghausen
9. Fehrenberg (835 m), distretto di Hildburghausen, confine tra Foresta della Turingia e Altopiano della Turingia
10. Hoher Schuß (827 m), distretto di Saalfeld-Rudolstadt
11. Wurzelberg (820 m), distretto di Sonneberg
12. Jagdschirm (813 m), distretto di Saalfeld-Rudolstadt
13. Hintere Haube (811 m), distretto di Ilm
14. Langer Berg (809 m), distretto di Ilm
15. Hettstädt (808 m), distretto di Saalfeld-Rudolstadt
16. Rauhhügel (802 m), distretto di Saalfeld-Rudolstadt
17. Roter Berg (799 m), distretto di Sonneberg
18. Wetzstein (791 m), distretto di Saalfeld-Rudolstadt
19. Meuselbacher Kuppe (786 m), distretto di Saalfeld-Rudolstadt
20. Fröbelturm (784 m), distretto di Saalfeld-Rudolstadt
21. Grendel (784 m), distretto di Hildburghausen
22. Spitzer Berg (781 m), distretto di Saalfeld-Rudolstadt
23. Simmersberg (781 m), distretto di Hildburghausen, Foresta della Turingia / Altopiano della Turingia
24. Himmelsleiter (Berg) (774 m), distretto di Saalfeld-Rudolstadt
25. Töpfersbühl (762 m), distretto di Saalfeld-Rudolstadt
26. Sieglitzberg (733 m), distretto di Saale-Orla
27. Kirchberg (Turingia) (725,3 m), distretto di Saalfeld-Rudolstadt
28. Rosenberg (Altopiano della Turingia) (716 m), distretto di Saalfeld-Rudolstadt
29. Großer Mühlberg (714 m), distretto di Sonneberg
30. Quittelsberg (709 m), distretto di Saalfeld-Rudolstadt
31. Bocksberg (696 m), distretto di Sonneberg
32. Auf der Heide (668 m), distretto di Saalfeld-Rudolstadt
33. Beerberg (667 m), distretto di Saalfeld-Rudolstadt
34. Barigauer Höhe (665 m), distretto di Saalfeld-Rudolstadt
35. Zipptanskuppe (657 m), distretto di Saalfeld-Rudolstadt
36. Rosenbühl (653 m), distretto di Saale-Orla
37. Keilsburg (648 m), distretto di Saalfeld-Rudolstadt
38. Eisenberg (636 m), distretto di Saalfeld-Rudolstadt
39. Talberg (602 m), distretto di Saalfeld-Rudolstadt
40. Batzenberg (588 m), distretto di Saalfeld-Rudolstadt
41. Schwarzer Berg (Turingia) (582 m), distretto di Saalfeld-Rudolstadt
42. Elmischer Berg (529 m), distretto di Saalfeld-Rudolstadt
43. Geiersberg (520 m), distretto di Saalfeld-Rudolstadt
44. Rabenhügel (506 m), distretto di Saalfeld-Rudolstadt
45. Roderberg (502 m), distretto di Saalfeld-Rudolstadt
46. Sommerberg (493 m), distretto di Saalfeld-Rudolstadt
47. Ziegenberg (460 m), distretto di Saalfeld-Rudolstadt